# Jim White
Jim White, född 1962, är en australisk musiker, som är medlem i banden The Dirty Three, Tren Brothers och Oldies But Goodies, i vilka han spelar trummor och slagverk. White är född och uppvuxen i Australien.